# Luxiaria ichnaea
Luxiaria ichnaea är en fjärilsart som beskrevs av Louis Beethoven Prout 1932. Luxiaria ichnaea ingår i släktet Luxiaria och familjen mätare. Inga underarter finns listade i Catalogue of Life.